# Al-Zahir Baybars
Al-Zahir Baybars (الظاهر بيبرس) est une série télévisée syrienne de drama historique, diffusée en 2005 en Syrie. 

## Synopsis
La série retrace le parcours de Baybars. Capturé enfant, il est vendu en esclave dans la Syrie des Ayyubides. Lors d'une fuite, il est remarqué par un émir syrien du nom d'al-Bundukdari qui fait de lui son proche serviteur. Baybars finit par entrer au service du sultan ayyubide al-Malik al-Salih Ayyoub qui, remarquant ses compétences guerrières, décide de l'incorporer à sa garde mamelouke. De l'embuscade contre Saint-Louis à La Mansoura jusqu'à la victoire contre les Mongols à Ain Jalut, la série présente l'ascension de Baybars au trône des Mamelouks d'Egypte et les péripéties qui ont accompagné ces années d'intrigues de trahison et de lutte pour le pouvoir. 

## Fiche Technique
- Titre Originale : Al-Zahir Baybars
- Réalisation : Muhammad Azizia
- Scénario : Ghassan Zakaria
- Musique : Raad Khalf
- Décors : Raja Makhlouf
- Son : Moncef Taleb
- Société de Production :
- Pays d'Origine  :
- Langue Originale : Arabe Littéraire fusha
- Format : 30 épisodes 1 saison
- Genre : série historique
- Durée : 45 min
- Date de première diffusion : Ramadan 2005

## Distribution
- Abed Fahd : Baybars
- Suzanne Najmeddine : Chajar ad-Durr
- Bassel Khayat : Qutuz
- Rafik Ali Ahmed : Aktay
- Saad Mina : Aybak